# Spirídon Xindas
Spirídon Xindas (grec: Σπυρίδων Ξύνδας)  (Corfú, 8 de juny de 1812 - Atenes, 25 de novembre de 1896), grec: Σπυρίδων Ξύνδας, de vegades italianitzat com a Spiridione Xinda, fou un compositor i guitarrista grec. El seu cognom també s'ha transliterat com a "Xinta", "Xinda", "Xyntas" i "Xyndas".

## Biografia
Xindas va néixer a Corfú el 1812. El 1823 va ser estudiant de teoria musical de Nikólaos Màntzaros. Després de completar els seus estudis a Corfú, els va continuar a Nàpols i Milà. El 1840, ell i Andonios Liveralis (Antonio Liberali, un estudiant més de Màntzaros) van ser els únics músics professionals que van participar en la fundació de la Societat Filharmònica de Corfú,on va ensenyar teoria musical i música eclesiàstica. Un dels seus alumnes fou l'autor de l'himne olímpic, Spirídon Samaras. Segons algunes fonts, Samaras era fill il·legítim de Xindas.Xindas va recórrer Grècia amb freqüència tocant la guitarra. El 1886, als 74 anys, es va establir a Atenes, on moriria deu anys després, cec i en una situació financera miserable.

## Creativitat
Xindas va escriure moltes obres per a guitarra, però també moltes cançons, cantates, òperes amb llibrets italians i grecs. La seva òpera "El candidat [a diputat]", grec: Ο υποψήφιος [βουλευτής] O ipopsífios [vouleftís] (representada el 1867 al Noble Teatre de San Giacomo de Corfú), adornada amb elements folklòrics de la tradició jònica (i no només), però també plena de fortes crítiques socials, és el primer melodrama escrit per un compositor grec amb un llibret grec, el text del qual va ser escrit per Ioannis Rinopoulos. La seva trama, aparentment còmica, és una severa crítica sobre les condicions de vida de la societat rural de les Illes Jòniques, contra la moral dels polítics grecs, tant durant el període sota ocupació britànica (1815–1864) com després.
L'òpera es va representar també a Atenes, al Teatre Boukoura, el 1888. Xindas també va compondre altres obres operístiques, la més notable de les quals fou Anna Winter (basada en Els tres mosqueters de Dumas), que és l'ús més primerenc d'una obra de Dumas al teatre grec modern.
La seva cançó Avgoula, grec: Αυγούλα, amb lletra de Dioníssios Solomós, es canta fins avui. Es creu que moltes de les obres de Xindas es van perdre en el bombardeig de Corfú per part de la Luftwaffe durant la Segona Guerra Mundial.

## Obres

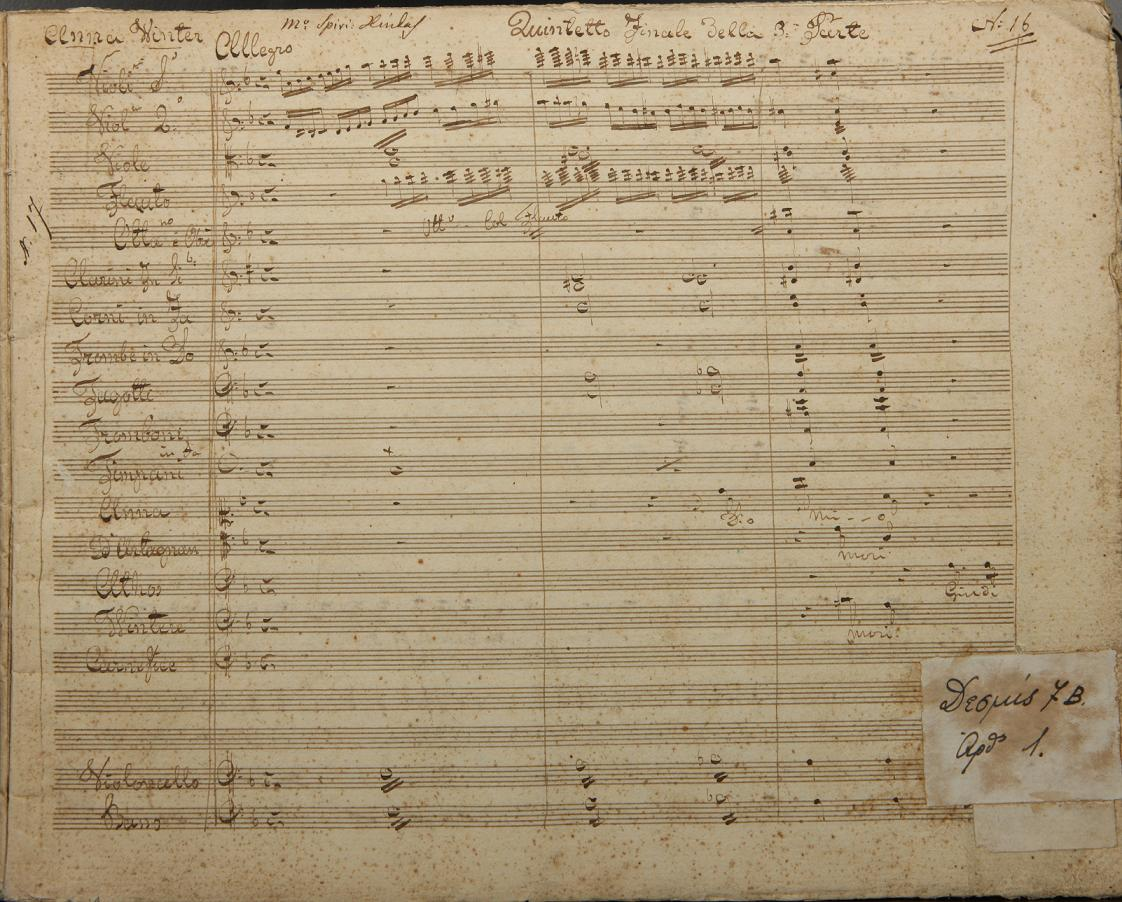
Primera pàgina del «Quinteto Finale» del tercer acte de l'òpera «Anna Winter», en un manuscrit de l'autor. S'exhibeix al Museu de la Música de la Societat Filharmònica de Corfú.

### Òperes
- Anna Winter ο I tre Moschettieri (1855)
- Il conte Giuliano (1857)
- Ο υποψήφιος [βουλευτής] // "El candidat [a diputat]"(1867)
- Ο νεόγαμπρος // "El nuvi" (1877)
- I due pretendenti (1878)
- Galatea (1895, inacabada)

### Cançons
Va escriure moltes cançons, les més populars de les quals van ser:
- Νάνι-νάνι
- Το φιλί
- Το όνειρο